# Dierrey-Saint-Pierre
Dierrey-Saint-Pierre é uma comuna francesa na região administrativa de Grande Leste, no departamento de Aube. Estende-se por uma área de 21,61 km². Em 2010 a comuna tinha 308 habitantes (densidade: 14,3 hab./km²).